# 武汉中共中央组织部旧址
武汉中共中央组织部旧址，是一处革命史迹文物，位于今中华人民共和国湖北省武汉市江岸区铭新街13号。旧址为北伐后中共中央组织部在武汉的办公地点，前后驻此时间不到半年。现旧址建筑为武汉市文物保护单位。

## 中共中央组织部在武汉
国民革命军北伐后，国共两党主要机构开始搬迁至汉口，中共中央组织部在1927年4月中旬后也开始在汉口办公，但当时中组部的工作已经基本停顿，直到张国焘任部长后才有所活动。中组部的办公场所先在贯中里，后迁至铭新街13号，此后中共中央宣传部也在此处办公。但此后随着七一五事变后国共合作破裂，中组部在当年10月上旬前迁至上海。

## 旧址的考察及修复
中共中央组织部在武汉一共有3处办公地点，其中一处已经不可考，贯中里的具体办公场所门牌也不可考。而铭新街13号旧址的确定，为曾经当时在这里工作的宋侃夫在1983年时考察指认的成果。
至2010年代，铭新街13号原建筑已经改建，作为餐馆酒店使用。2016年，江岸区政府有意将旧址进行修复，当年底开工。

## 旧址保护
2023年12月6日，旧址以“武汉中共中央组织部旧址”的名义被武汉市人民政府列为第六批武汉市文物保护单位。